# Holger Hansen
Erik Holger Hansen, född 16 maj 1929 i Tågeby, död 3 maj 2015, var en dansk gårdsägare och politiker (Venstre) och minister. Han var miljöminister och minister för Grönland i Poul Hartlings regering 1973-1975.

## Bakgrund
Holger Hansen var son till gårdsägaren Hans Theodor Hansen och Marie Hansen. Han utbildades inom jordbruket och studerade på Frederiksborg højskole (1947-1948), gjorde värnplikt och ett studieuppehåll i England (1952) och studerade på Lyngby landbrugsskole (1952-1953) samt på den liberala skolan Brejdablik (1957). Sedan 1959 äger han gården Kildevang i Tågeby. Hans politiska karriär började i Venstres Ungdom (VU) och var ordförande för förbundet avdelning på Sydsjälland 1954. Han avancerade sedan till ordförandeposten för VU i Præstø amt och var ledamot i det verkställande utskottet för VU:s landsorganisation (1957-1959). Han engagerade sig därefter i kommunalpolitiken som ledamot i Merns sockenstämma (1958-1970) och Langebæks kommunfullmäktige (1970-1973). Utöver sina politiska uppdrag var han även representant för Dansk Andels Cementfabrik (1963-1968), inspektör på Hylleholt husgerningskole (från 1963) samt styrelseledamot i Næstved Tidende (1967-1973) och Atlantersammenslutningen (1967-1969).
Hansen ställde upp som partiets kandidat till Folketinget för Kalundborg och Samsøs valkrets 1957. Han blev inte vald och bytte till Stege och Vordingborgs valkrets, för vilken han blev vald 1960. Han engagerade sig främst i utbildnings-, social- och landsbygdsfrågorna och i samband med att den borgerliga RKV-regeringen, under ledning av Det Radikale Venstre, bildades 1968 utsågs han till ordförande för socialutskottet. Han var även ledamot i Grønlandsrådet och i Venstres folketingsgrupp (1968-1973).

## Minister (1973-1975)
Hansen lämnade Folketinget i samband med jordskredsvalet 1973, då tre nya partier tog mandat från alla andra partier och omöjliggjorde en regeringsbildning med parlamentarisk majoritet. Han återfick dock sitt mandat i samband med att Johannes Bøggild lämnade Folketinget 1974. Då Poul Hartling (Venstre) bildade sin minoritetsregering 1973, med endast 22 mandat bakom sig, utsågs Hansen till miljöminister och minister för Grönland. Att de flesta av ministrarna hade dubbla ministerposter var ett särdrag för Hartlings regering. Vid samma tidpunkt var han ledamot i Hjemmestyrekommissionen, som förberedde Grönlands självstyre. Som miljöminister arbetade han främst för utveckling av landsorten och lokalsamhället i de nya storkommunerna.
Hansen blev kommendör av Dannebrogsorden 1975. Samma år blev han återvald till Folketinget för Ringsteds valkrets. Han kandiderade inte i 1977 års val och började studera juridik vid Köpenhamns universitet. Han blev Cand. jur. 1980 och blev utnämnd till lektor vid Köpenhamns universitet 1986. Han har utgivit böckerna Nyt ord i danskpolitik: Lokalisering. En bog om bedre samfundsplanlægning (1973), Folketingets stående udvalg (1985) och Livsløb med sporskift (2007).